# تاريخ السكك الحديدية في زنجبار

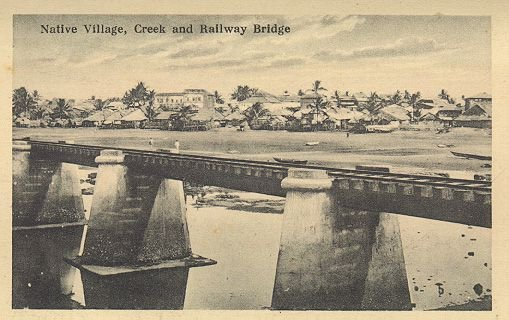
قرية زنجبار، خور وجسر للسكك الحديدية ، 1905م

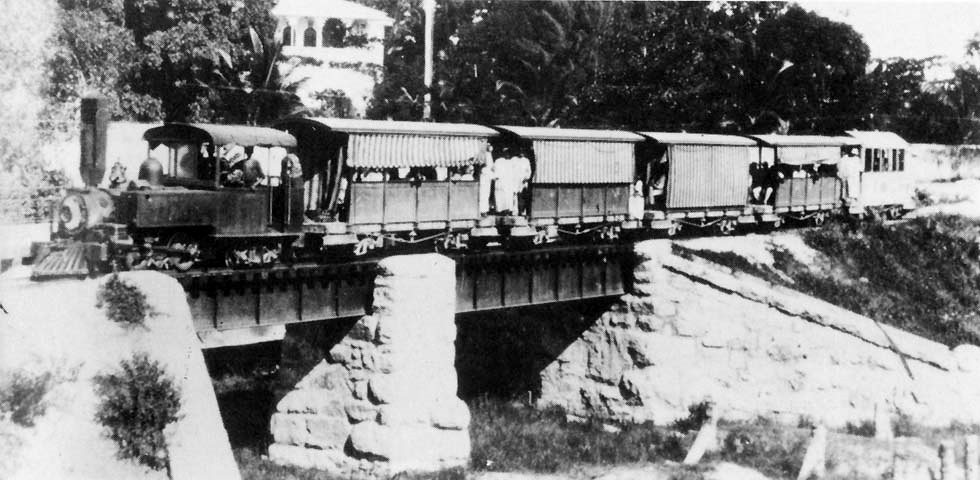
سكك حديد بوبوبو

تعد زنجبار أول بلد في شرق أفريقيا يستعمل قاطرة البخار. السلطان برغش بن سعيد أمر ببناء سبعة أميال من السكك الحديدية من قصره في المدينة الحجرية إلى شوكواني في عام 1879م. لم يتوقف عمل السكك الحديدية إلا بعد وفاة السلطان في عام 1888م عندها تم تفكيك القاطرات والسكك الحيدية.
بعد خمسة عشر عاماً وتحديداً في عام 1905م، قامت الشركة الأمريكية "أرنولد تشيني"  ببناء سبعة أميال من السكك الحديدية من زنجبار إلى قرية بوبوبو. كانت معروفة بقدرتها على إشعال النار للمناشئ والمناطق الريفية المحيطة بها لكن استمرت لمدة خمسة وعشرين عاما حتى تم إغلاقه في عام 1930م.
سكك الحديد بـ بوبوبو كانت تنطلق ست أو سبع مرات في اليوم الواحد إلى مدينة زنجبار. ا كانت الخدمة لها شعبية للغاية وتستخدم بشكل كبير من قبل السكان المحليين. كما ان يوجد قسم الدرجة الأولى.  يمر القطار عبر بعض أضيق شوارع المدينة، وكان مصدرانبهار حيث أن المارة لم يدهسوا قط.
وخلال بناء السكك الحديدية تولى الأمريكيين مهمة تركيب خطوط الطاقة الكهربائية على طول المسار. أينما توضع سكك الحديد يتم تركيب أعمدة معدنية ومن ثم تركيب خطوط الكهرباء. وفي عام 1906م، وقبل وقت طويل حتى قبل حصول لندن عليها، كانت في المدينة الحجرية بزنجبار أضواء كهربائية في الشوارع. وفي عام 1911م، تم بيع السكك الحديدية إلى الحكومة، وفي عام 1922م توقفت خدمة الركاب نهائياً. ومع تحسين الطرق وزادت السيارات في الجزيرة، تضاءلت شعبية السك الحديدية.
واليوم لا يزال يمكن أن نرى بقايا السكة الحديدية  والجسور والسدود على مقربة من الطريق الرئيسي إلى بوبوبو.